# Bozsidar Grigorov
Bozsidar Ivanov Grigorov (bolgárul: Божидар Иванов Григоров, Szófia, 1945. július 27. –) bolgár válogatott labdarúgó.
A bolgár válogatott tagjaként részt vett az 1970-es és az 1974-es világbajnokságon.

## Sikerei, díjai
Szlavija Szofija
- Bolgár kupa (1): 1974–75

Egyéni
- Az év bolgár labdarúgója (1): 1976